# Крутица (Чухломский район)
Крутица — опустевшая деревня в Чухломском муниципальном районе Костромской области. Входит в состав Повалихинского сельского поселения

## География
Находится в северной части Костромской области на расстоянии приблизительно 5 км на север по прямой от города Чухлома, административного центра района.

## История
В 1872 году здесь было учтено 19 дворов, в 1907 году — 13.

## Население
Постоянное население составляло 108 человек (1872 год), 89 (1897), 87 (1907), 0 как в 2002 году, так и в 2022.